# Formatul București
Formatul București sau București 9 (B9 sau B-9; în poloneză Bukaresztańska Dziewiątka) este o organizație înființată pe 4 noiembrie 2015 în București, România, la inițiativa președintelui României Klaus Iohannis și a președintelui Poloniei Andrzej Duda în cadrul unei întâlniri bilaterale. Membrii săi sunt Bulgaria, Republica Cehă, Estonia, Letonia, Lituania, Polonia, România, Slovacia și Ungaria. Aceasta a luat naștere ca reacție față de atitudinea agresivă a Rusiei, în special după anexarea peninsulei Crimeea și desfășurarea operațiunilor militare din Donbas în 2014. Toate țările alianței fie au făcut parte din fosta Uniune Sovietică (URSS), fie au făcut parte din sfera sa de influență. S-a propus extinderea spre est a organizațiilor de tipul B9 sau Inițiativa celor Trei Mări în vederea includerii altor țări precum Georgia, Republica Moldova și Ucraina, deși aceasta decizie nu a fost discutată public de statele membre.
La 10 mai 2021, în timpul unei videoconferințe susținute în prezența președintelui Statelor Unite Joe Biden, Iohannis, una dintre cele două gazde ale summitului, a declarat că statele membre NATO din Europa de Est și-ar dori „o creștere a prezenței militare aliate, inclusiv a SUA, în România și în sudul flancului estic” după mobilizarea trupelor ruse în apropierea graniței cu Ucraina⁠(d).